# Běžník kopretinový
Běžník kopretinový (Misumena vatia) je druh pavouka spadající do čeledi běžníkovití (Thomisidae). Je velmi hojný ve střední Evropě, zdržuje se na suchých loukách, zahradách a poblíž polních cest.

## Popis
U tohoto druhu běžníka je nápadný pohlavní dimorfismus. Zatímco samice mohou dorůstat délky až 11 mm, samec je nanejvýš 4 mm dlouhý. Zbarvení samice je velmi proměnlivé, projevuje se zde paleta od bílé, přes žlutou až k zelené, po stranách zadečku mohou být červené pruhy. Zadeček samice je dvakrát širší než hlavohruď. U samců je zbarvení jednotné – hlavohruď je tmavě hnědá až černá s úzkým světlým podélným pruhem, v okolí očí a na hřbetní straně je světlejší. Zadeček je kontrastně bíle a hnědě pruhovaný, nohy jsou světle a tmavě kroužkované a jsou delší než nohy samice. Nohy prvního páru jsou u obou pohlaví výrazně mohutnější než ostatní nohy. Mláďata obou pohlaví jsou zbarvena jako samice. Záměna je možná s běžníkem květinovým, od kterého se odlišuje oblým zadečkem.

## Rozšíření
Běžník kopretinový je holarktický druh s výskytem v mírném pásu Severní Ameriky, Evropy a Asie. V České republice hojný po celém území.

## Způsob života
Vyskytuje se od nížin do hor na otevřených biotopech, často na loukách, stepích a osluněných okrajích lesů.
Běžník kopretinový číhá na svou kořist na vegetaci, většinou na květech rostlin, může se ale vyskytovat i na listech. Své zbarvení obvykle přizpůsobuje barvě podkladu – tento proces se uskutečňuje na základě přesunu tělesných pigmentů hlouběji do těla. Této barevné proměny, která je řízena zrakem běžníka, je schopná jenom samice, přičemž tento proces trvá několik dní, než je zcela dokončen. Kořist běžníka je často větší než on sám, nejčastěji se jí stávají včely, pestřenky a motýli.
K páření dochází od konce května, samice většinou nejsou vůči samcům agresivní. Samice klade vajíčka do kokonu na skrytých místech, mláďata se líhnou na podzim a následně přezimují.

## Galerie

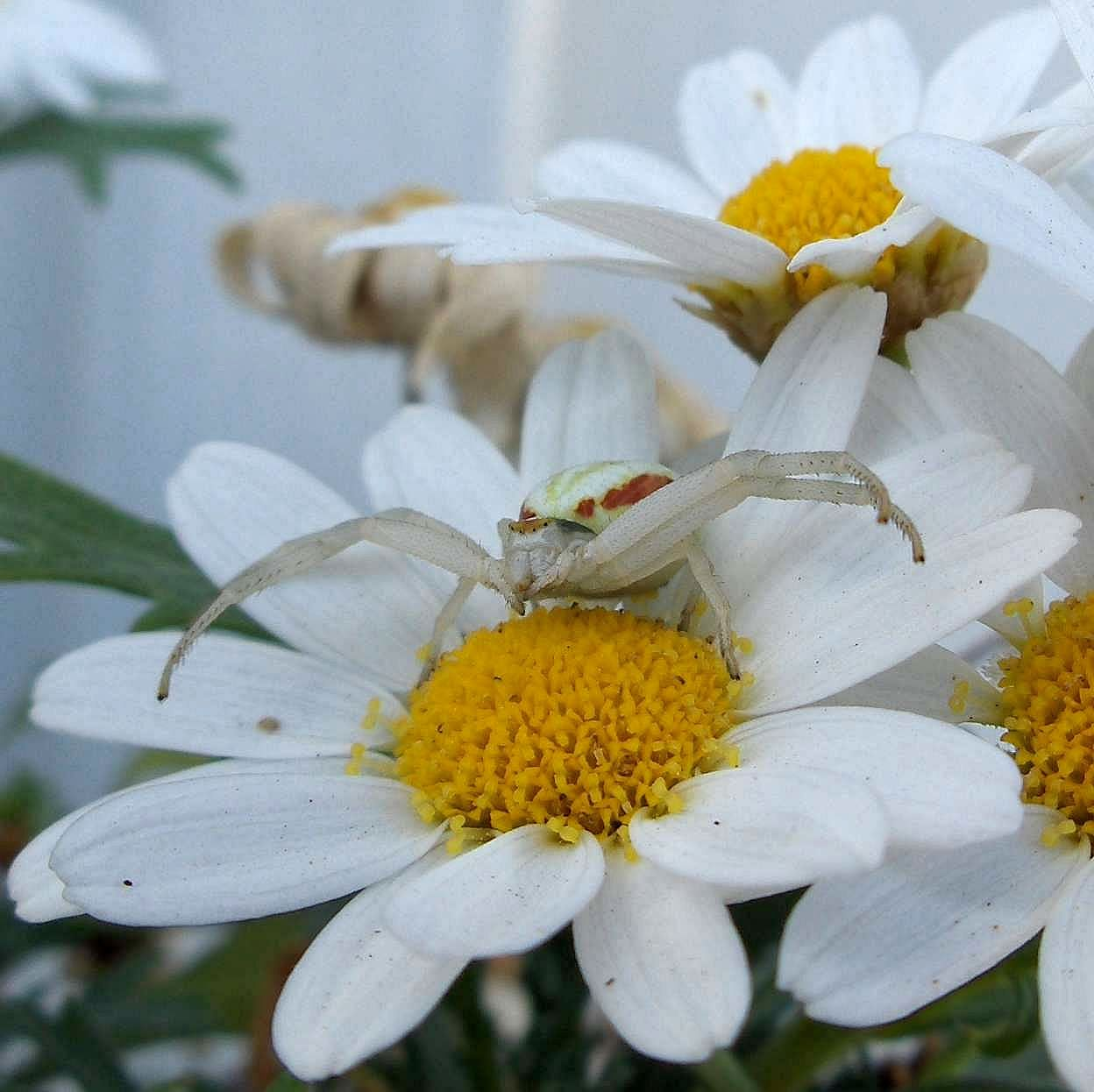
Běžník kopretinový – samice
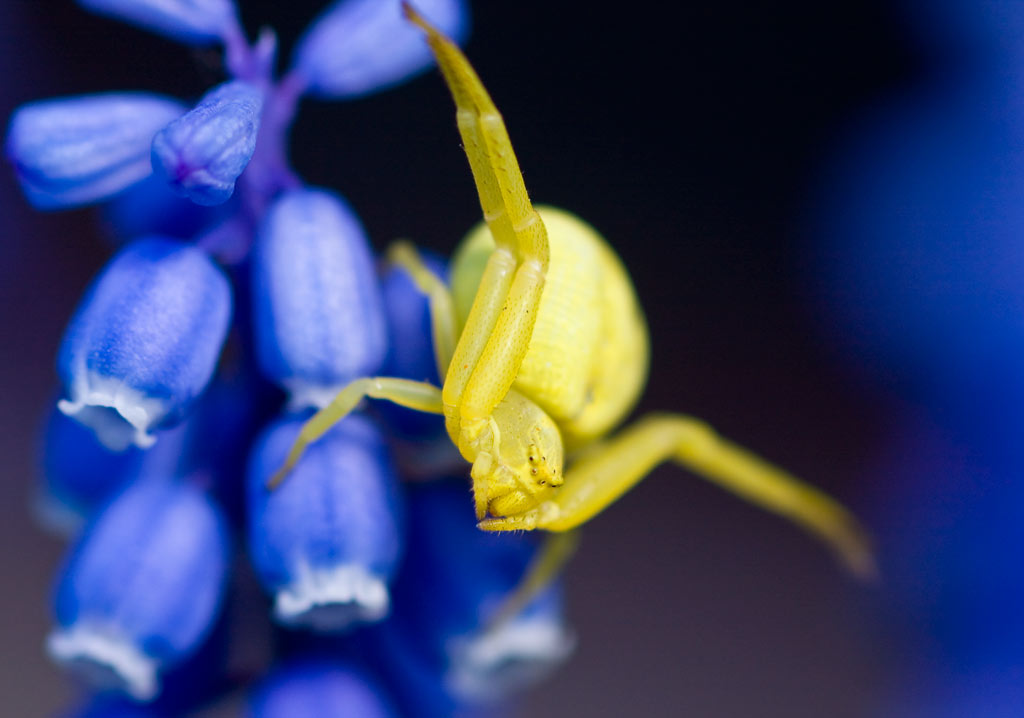
Běžník kopretinový
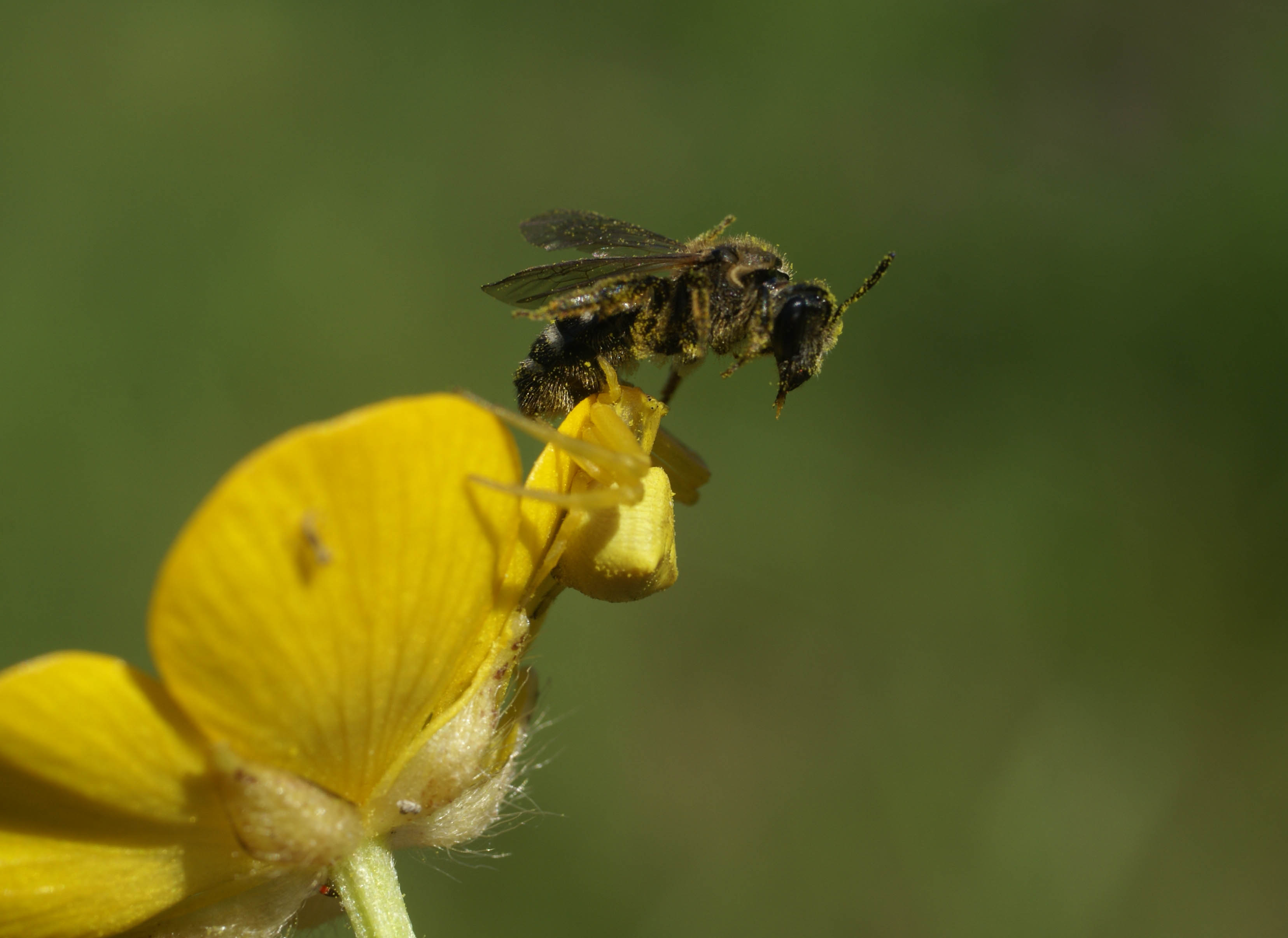
Běžník kopretinový s ulovenou včelou
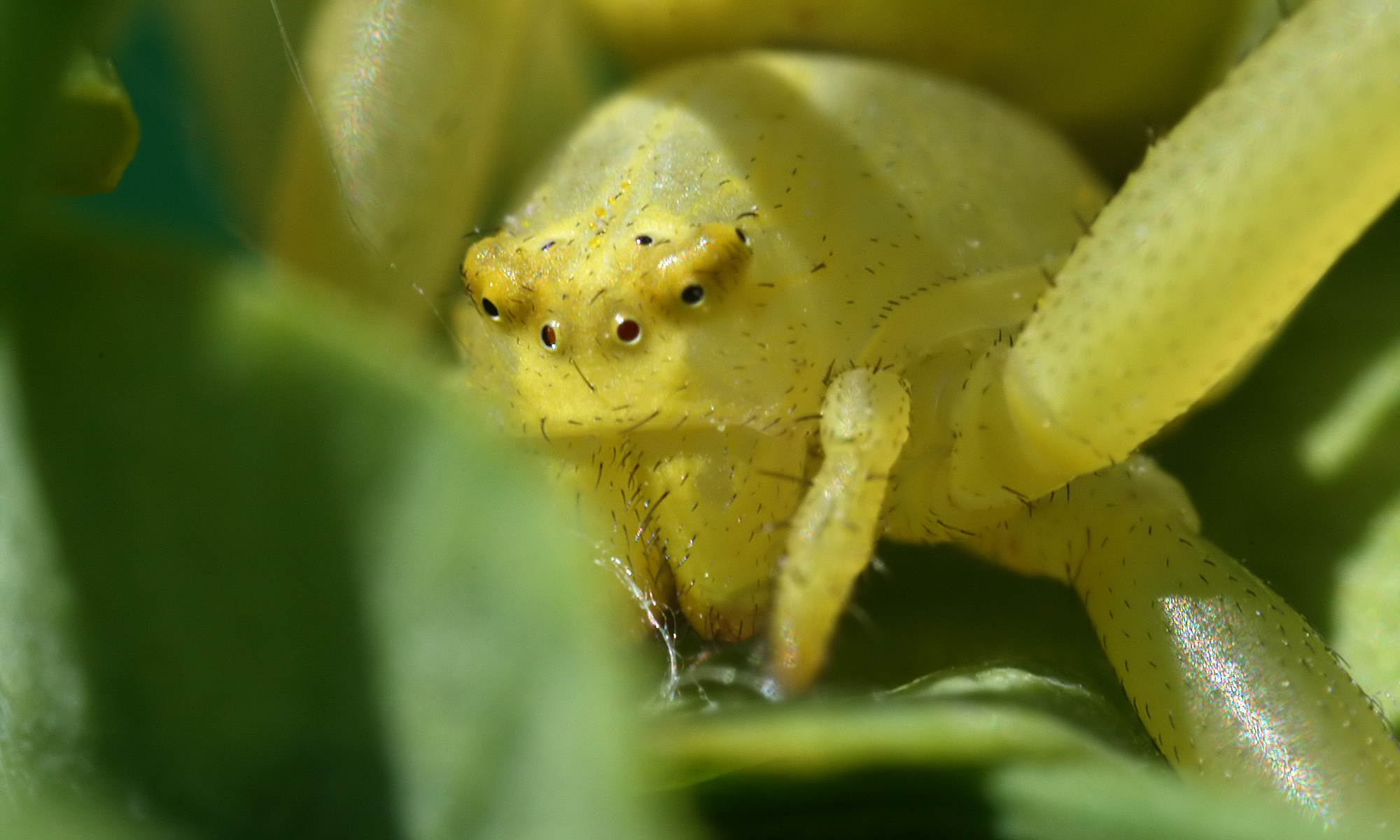
Oči běžníka kopretinového
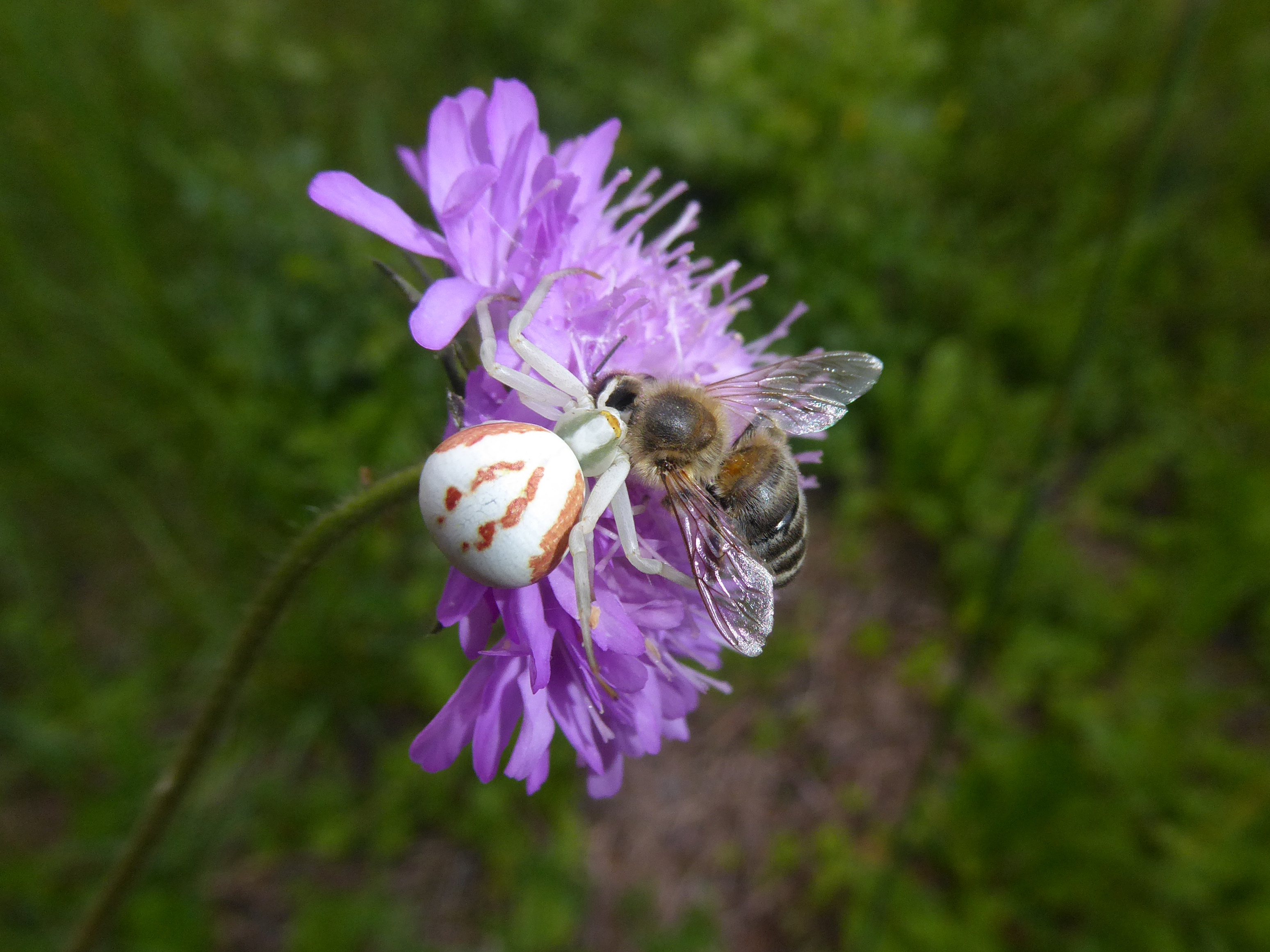
Samice s červenými proužky na zadečku
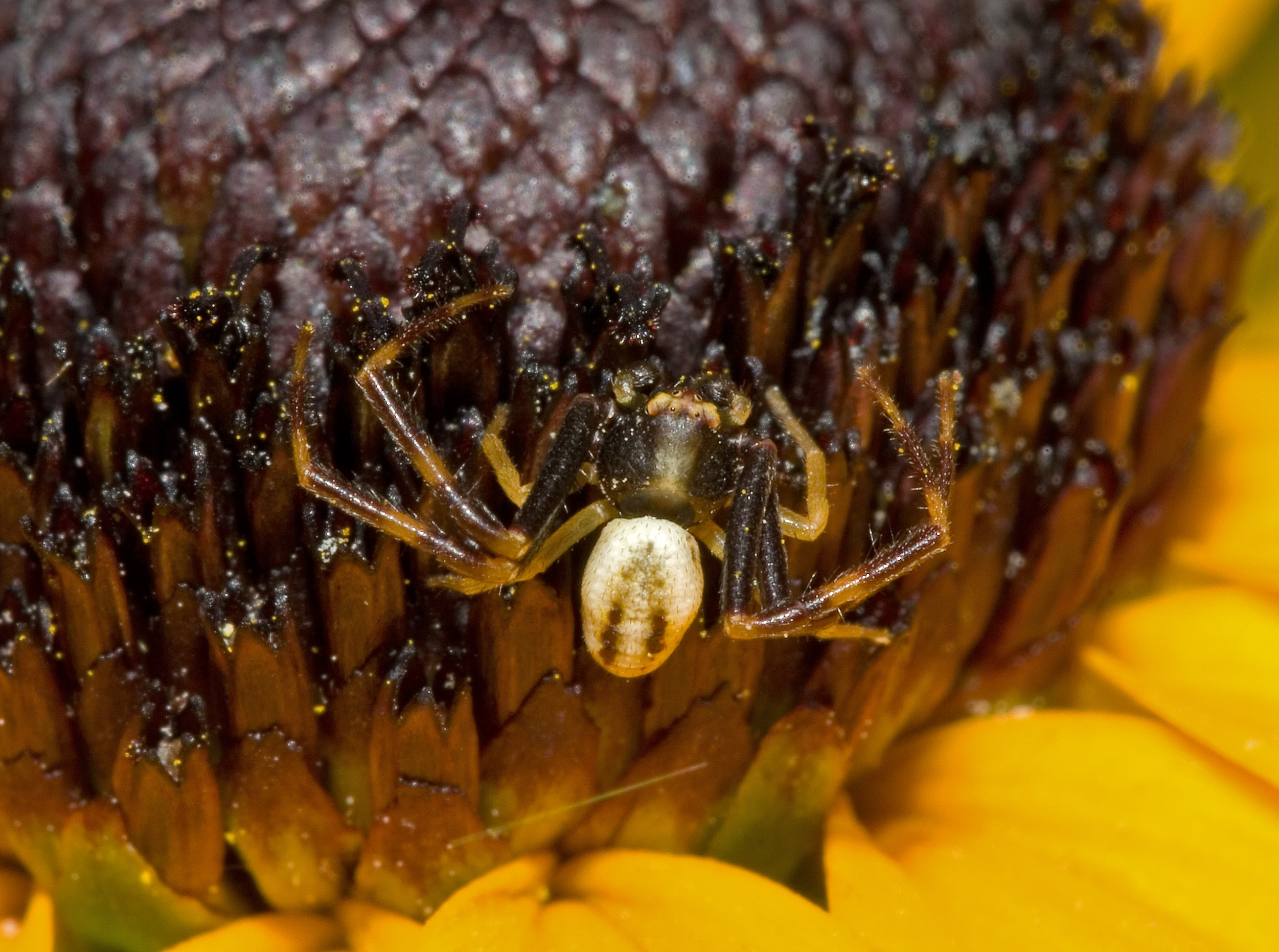
Samec běžníka kopretinového